# Eisenbahnunfall von Gostivar
Bei dem Eisenbahnunfall von Gostivar kollidierte am 30. Juli 1969 in der Nähe von Gostivar in der jugoslawischen Teilrepublik Mazedonien (heute: Nordmazedonien) ein Dieseltriebwagen mit entlaufenen Güterwagen. 29 Menschen starben, 17 wurden darüber hinaus verletzt.

## Unfallhergang
Bei Rangierarbeiten im Bahnhof Gostivar entliefen drei Kesselwagen mit einem Fassungsvermögen von je 40 Tonnen und rollten in der Gefällestrecke Richtung Tetovo davon. Dort hatte kurz zuvor ein zweiteiliger Dieseltriebwagen den Bahnhof in der Gegenrichtung verlassen. Eine Verbindung zwischen Fahrdienstleiter und Triebfahrzeugführer bestand damals nicht. Letzterer konnte also nicht mehr gewarnt werden. Die Kollision war so heftig, dass das vordere Fahrzeug des Triebwagens auf nur zwei Meter Länge zusammengestaucht wurde.